# Rally de Europa Central de 2024
El Rally de Europa Central de 2023, oficialmente 2. Central European Rally, fue la segunda edición y la decimosegunda ronda de la temporada 2024 del Campeonato Mundial de Rally. Se celebró del 17 al 20 de octubre y contó con un itinerario de dieciocho tramos sobre asfalto que sumaban un total de 302,51 km cronometrados.
El ganador de la prueba fue el estonio Ott Tänak quien se hizo con la victoria por 7,0 segundos después de que Sébastien Ogier estrellara su Toyota GR Yaris Rally1 en una curva a izquierdas en el penúltimo tramo. Ogier iba por detrás del estonio por sólo 1,5 segundos en el momento del incidente. Thierry Neuville, que iba camino de asegurarse su primer título de pilotos antes de un costoso trompo el sábado por la mañana, vio cómo su liderato en el campeonato se reducía de 29 a 25 puntos. Terminó el rally en tercera posición, a 25,8 segundos de Elfyn Evans, piloto de Toyota. Neuville, Ogier y Tänak se turnaron para liderar el rally, que arrancó en Praga el jueves y contó con desafiantes tramos de asfalto repartidos por la República Checa, Austria y Alemania. Tänak tuvo problemas con la puesta a punto de su coche el viernes por la mañana e inicialmente ocupó la quinta posición, pero su ritmo mejoró a medida que avanzaba la prueba, culminando con la 21.ª victoria de su carrera.
En el WRC-2, el ganador fue el búlgaro Nikolay Gryazin, el piloto del Citroën C3 Rally2 se hizo con el liderato en el segundo tramo del rally y ya no lo abandonó, manteniendo su posición en cabeza durante toda la prueba transaccional. Gryazin ganó catorce especiales a lo largo de la prueba y logró una ventaja sustancial el sábado por la tarde, que amplió aún más en los últimos tramos. Filip Mareš ofreció una de las actuaciones más destacadas de su carrera al terminar segundo en su Toyota GR Yaris Rally2. El piloto checo, habitual en los circuitos del Campeonato de Europa de Rally, distanció a Mikołaj Marczyk el domingo para llegar a la meta con 29,1 segundos de ventaja sobre el polaco y asegurarse su primer podio en la categoría. Marczyk luchó estrechamente con su compatriota y también piloto del Škoda Fabia RS Rally2, Kajetan Kajetanowicz durante toda la prueba, pero un exceso de Kajetanowicz en el último tramo del sábado puso fin a su duelo. Al final, Kajetanowicz se quedó a 9,7 segundos de Marczyk, lo que supuso el final de su intento por hacerse con el título del WRC2 Challenger de este año.
En el WRC-3, el ganador fue el francés Mattéo Chatillon quien consiguió la victoria con su Renault Clio Rally3, logrando así su primer triunfo en la categoría. Chatillon comenzó el domingo con una ventaja de 1 minuto y 5 segundos sobre su rival más cercano, Filip Kohn, y pudo permitirse un planteamiento sin riesgos en los cuatro tramos restantes del rally. Aunque la diferencia se redujo ligeramente a 56,0 segundos, el francés nunca se vio amenazado. Hermann Gaßner Jr, con otro Renault Clio Rally3, comenzó la última jornada del rally en cuarta posición, a 8,5 segundos por detrás de Hubert Laskowski, y no tardó en superar a su rival polaco, logrando la tercera plaza.

## Lista de inscritos
| Num.                       | Piloto               | Copiloto                   | Equipo                           | Automóvil              | Neu. |
| -------------------------- | -------------------- | -------------------------- | -------------------------------- | ---------------------- | ---- |
| 5                          | Sami Pajari          | Enni Mälkönen              | Toyota Gazoo Racing WRT          | Toyota GR Yaris Rally1 | P    |
| 8                          | Ott Tänak            | Martin Järveoja            | Hyundai Shell Mobis WRT          | Hyundai i20 N Rally1   | P    |
| 9                          | Andreas Mikkelsen    | Torstein Eriksen           | Hyundai Shell Mobis WRT          | Hyundai i20 N Rally1   | P    |
| 11                         | Thierry Neuville     | Martijn Wydaeghe           | Hyundai Shell Mobis WRT          | Hyundai i20 N Rally1   | P    |
| 13                         | Grégoire Munster     | Louis Louka                | M-Sport Ford WRT                 | Ford Puma Rally1       | P    |
| 16                         | Adrien Fourmaux      | Alexandre Coria            | M-Sport Ford WRT                 | Ford Puma Rally1       | P    |
| 17                         | Sébastien Ogier      | Vincent Landais            | Toyota Gazoo Racing WRT          | Toyota GR Yaris Rally1 | P    |
| 18                         | Takamoto Katsuta     | Aaron Johnston             | Toyota Gazoo Racing WRT          | Toyota GR Yaris Rally1 | P    |
| 19                         | Jourdan Serderidis   | Frédéric Miclotte          | M-Sport Ford WRT                 | Ford Puma Rally1       | P    |
| 33                         | Elfyn Evans          | Scott Martin               | Toyota Gazoo Racing WRT          | Toyota GR Yaris Rally1 | P    |
| World Rally Championship 2 |                      |                            |                                  |                        |      |
| 20                         | Oliver Solberg       | Elliott Edmondson          | Toksport WRT                     | Škoda Fabia RS Rally2  | P    |
| 21                         | Yohan Rossel         | Florian Barral             | DG Sport Compétition             | Citroën C3 Rally2      | P    |
| 22                         | Nikolay Gryazin      | Konstantin Aleksandrov     | DG Sport Compétition             | Citroën C3 Rally2      | P    |
| 23                         | Josh McErlean        | James Fulton               | Toksport WRT 2                   | Škoda Fabia RS Rally2  | P    |
| 24                         | Kajetan Kajetanowicz | Maciej Szczepaniak         | Kajetan Kajetanowicz             | Škoda Fabia RS Rally2  | P    |
| 26                         | William Creighton    | Liam Regan                 | Motorsport Ireland Rally Academy | Ford Fiesta Rally2     | P    |
| 27                         | Armin Kremer         | Ella Kremer                | Armin Kremer                     | Škoda Fabia RS Rally2  | P    |
| 28                         | Eamonn Boland        | "MJ"                       | Eamonn Boland                    | Škoda Fabia RS Rally2  | P    |
| 29                         | Mikołaj Marczyk      | Szymon Gospodarczyk        | Mikołaj Marczyk                  | Škoda Fabia RS Rally2  | P    |
| 30                         | Filip Mareš          | Radovan Bucha              | ACCR Toyota Dolák                | Toyota GR Yaris Rally2 | P    |
| 31                         | Marijan Griebel      | Tobias Braun               | Marijan Griebel                  | Škoda Fabia RS Rally2  | P    |
| 32                         | Maxime Potty         | Renaud Herman              | Maxime Potty                     | Citroën C3 Rally2      | P    |
| 34                         | Věroslav Cvrček Jr   | Petr Těšínský              | Věroslav Cvrček Jr               | Škoda Fabia RS Rally2  | P    |
| 35                         | Petr Nešetřil        | Jiří Černoch               | Petr Nešetřil                    | Škoda Fabia RS Rally2  | P    |
| 36                         | Miguel Díaz-Aboitiz  | Rodrigo Sanjuan de Eusebio | Miguel Díaz-Aboitiz              | Škoda Fabia RS Rally2  | P    |
| 37                         | Henk Vossen          | Harmen Scholtalbers        | Henk Vossen                      | Hyundai i20 N Rally2   | P    |
| World Rally Championship 3 |                      |                            |                                  |                        |      |
| 38                         | Mattéo Chatillon     | Maxence Cornuau            | Mattéo Chatillon                 | Renault Clio Rally3    | P    |
| 39                         | Jan Černý            | Ondřej Krajča              | Jan Černý                        | Ford Fiesta Rally3     | P    |
| 40                         | Filip Kohn           | Tom Woodburn               | Filip Kohn                       | Ford Fiesta Rally3     | P    |
| 41                         | Tristan Charpentier  | Patric Öhman               | Tristan Charpentier              | Ford Fiesta Rally3     | P    |
| 43                         | Hermann Gaßner Jr    | Michael Wenzel             | ADAC Südbayern                   | Renault Clio Rally3    | P    |
| 44                         | Hubert Laskowski     | Michał Kuśnierz            | Hubert Laskowski                 | Ford Fiesta Rally3     | P    |
| 45                         | Slaven Šekuljica     | Damir Petrović             | Slaven Šekuljica                 | Ford Fiesta Rally3     | P    |
| 46                         | Lyssia Baudet        | Léa Sam-Caw-Freve          | WRC Beyond Rally                 | Ford Fiesta Rally3     | P    |
| 47                         | Suvi Jyrkiäinen      | Antti Linnaketo            | WRC Beyond Rally                 | Ford Fiesta Rally3     | P    |
| 48                         | Claire Schönborn     | Jara Hain                  | WRC Beyond Rally                 | Ford Fiesta Rally3     | P    |
| Fuente: ewrc-results.com   |                      |                            |                                  |                        |      |

## Itinerario
| Día                      | Tramo | Nombre                        | Distancia | Ganador de la etapa | Automóvil              | Tiempo  | Líder de la general |
| ------------------------ | ----- | ----------------------------- | --------- | ------------------- | ---------------------- | ------- | ------------------- |
| Día 1 (17 de octubre)    | -     | Točná (Shakedown)             | 2,05 km   | Ott Tänak           | Hyundai i20 N Rally1   | 1:07.8  | -                   |
| Día 1 (17 de octubre)    | SS1   | SSS Velká Chuchle             | 2,55 km   | Sébastien Ogier     | Toyota GR Yaris Rally1 | 1:49.3  | Sébastien Ogier     |
| Día 1 (17 de octubre)    | SS2   | Klatovy 1                     | 11,78 km  | Thierry Neuville    | Hyundai i20 N Rally1   | 6:00.2  | Sébastien Ogier     |
| Día 2 (18 de octubre)    | SS3   | Klatovy 2                     | 11,78 km  | Sébastien Ogier     | Toyota GR Yaris Rally1 | 5:54.0  | Sébastien Ogier     |
| Día 2 (18 de octubre)    | SS4   | Strašín 1                     | 26,69 km  | Elfyn Evans         | Toyota GR Yaris Rally1 | 13:25.6 | Sébastien Ogier     |
| Día 2 (18 de octubre)    | SS5   | Šumavské Hoštice 1            | 16,85 km  | Ott Tänak           | Hyundai i20 N Rally1   | 9:24.5  | Thierry Neuville    |
| Día 2 (18 de octubre)    | SS6   | Klatovy 3                     | 11,78 km  | Takamoto Katsuta    | Toyota GR Yaris Rally1 | 5:47.8  | Thierry Neuville    |
| Día 2 (18 de octubre)    | SS7   | Strašín 2                     | 26,69 km  | Thierry Neuville    | Hyundai i20 N Rally1   | 12:59.0 | Thierry Neuville    |
| Día 2 (18 de octubre)    | SS8   | Šumavské Hoštice 2            | 16,85 km  | Sébastien Ogier     | Toyota GR Yaris Rally1 | 9:12.5  | Thierry Neuville    |
| Día 3 (19 de octubre)    | SS9   | Granit und Wald 1             | 20,05 km  | Ott Tänak           | Hyundai i20 N Rally1   | 10:51.8 | Thierry Neuville    |
| Día 3 (19 de octubre)    | SS10  | Beyond Borders 1              | 24,33 km  | Elfyn Evans         | Toyota GR Yaris Rally1 | 12:50.2 | Thierry Neuville    |
| Día 3 (19 de octubre)    | SS11  | Schärdinger Innviertel 1      | 17,35 km  | Sébastien Ogier     | Toyota GR Yaris Rally1 | 9:23.8  | Sébastien Ogier     |
| Día 3 (19 de octubre)    | SS12  | Granit und Wald 2             | 20,05 km  | Ott Tänak           | Hyundai i20 N Rally1   | 10:34.8 | Sébastien Ogier     |
| Día 3 (19 de octubre)    | SS13  | Beyond Borders 2              | 24,33 km  | Sébastien Ogier     | Toyota GR Yaris Rally1 | 12:33.6 | Sébastien Ogier     |
| Día 3 (19 de octubre)    | SS14  | Schärdinger Innviertel 2      | 17,35 km  | Sébastien Ogier     | Toyota GR Yaris Rally1 | 9:03.5  | Sébastien Ogier     |
| Día 4 (20 de octubre)    | SS15  | Am Hochwald 1                 | 12,17 km  | Adrien Fourmaux     | Ford Puma Rally1       | 6:09.2  | Ott Tänak           |
| Día 4 (20 de octubre)    | SS16  | Passauer Land 1               | 14,87 km  | Takamoto Katsuta    | Toyota GR Yaris Rally1 | 7:24.1  | Ott Tänak           |
| Día 4 (20 de octubre)    | SS17  | Am Hochwald 2                 | 12,17 km  | Elfyn Evans         | Toyota GR Yaris Rally1 | 6:09.4  | Ott Tänak           |
| Día 4 (20 de octubre)    | SS18  | Passauer Land 2 (Power Stage) | 14,87 km  | Takamoto Katsuta    | Toyota GR Yaris Rally1 | 7:22.3  | Ott Tänak           |
| Fuente: ewrc-results.com |       |                               |           |                     |                        |         |                     |

### Power stage
El power stage fue un tramo de 14.87 km al final del rally. Se otorgaron puntos adicionales a los cinco más rápidos.
| Pos. | Piloto            | Copiloto         | Coche                  | Equipo                  | Tiempo | Puntos |
| ---- | ----------------- | ---------------- | ---------------------- | ----------------------- | ------ | ------ |
| 1    | Takamoto Katsuta  | Aaron Johnston   | Toyota GR Yaris Rally1 | Toyota Gazoo Racing WRT | 7:22.3 | 5      |
| 2    | Andreas Mikkelsen | Torstein Eriksen | Hyundai i20 N Rally1   | Hyundai Shell Mobis WRT | +2.4   | 4      |
| 3    | Elfyn Evans       | Scott Martin     | Toyota GR Yaris Rally1 | Toyota Gazoo Racing WRT | +2.6   | 3      |
| 4    | Thierry Neuville  | Martijn Wydaeghe | Hyundai i20 N Rally1   | Hyundai Shell Mobis WRT | +4.0   | 2      |
| 5    | Adrien Fourmaux   | Alexandre Coria  | Ford Puma Rally1       | M-Sport Ford WRT        | +4.3   | 1      |

## Clasificación final
| World Rally Championship   | World Rally Championship | World Rally Championship | World Rally Championship | World Rally Championship         | World Rally Championship | World Rally Championship | World Rally Championship |
| Pos.                       | Piloto                   | Copiloto                 | Automóvil                | Equipo                           | Neumático                | Tiempo                   | Puntos                   |
| -------------------------- | ------------------------ | ------------------------ | ------------------------ | -------------------------------- | ------------------------ | ------------------------ | ------------------------ |
| 1                          | Ott Tänak                | Martin Järveoja          | Hyundai i20 N Rally1     | Hyundai Shell Mobis WRT          | P                        | 2:37:34.6                | 22                       |
| 2                          | Elfyn Evans              | Scott Martin             | Toyota GR Yaris Rally1   | Toyota Gazoo Racing WRT          | P                        | +7.0                     | 21                       |
| 3                          | Thierry Neuville         | Martijn Wydaeghe         | Hyundai i20 N Rally1     | Hyundai Shell Mobis WRT          | P                        | +39.8                    | 16                       |
| 4                          | Takamoto Katsuta         | Aaron Johnston           | Toyota GR Yaris Rally1   | Toyota Gazoo Racing WRT          | P                        | +1:21.0                  | 17                       |
| 5                          | Grégoire Munster         | Louis Louka              | Ford Puma Rally1         | M-Sport Ford WRT                 | P                        | +3:41.9                  | 10                       |
| 6                          | Nikolay Gryazin          | Konstantin Aleksandrov   | Citroën C3 Rally2        | DG Sport Compétition             | P                        | +9:17.6                  | 6                        |
| 7                          | Oliver Solberg           | Elliott Edmondson        | Škoda Fabia RS Rally2    | Toksport WRT                     | P                        | +9:34.1                  | 5                        |
| 8                          | Filip Mareš              | Radovan Bucha            | Toyota GR Yaris Rally2   | ACCR Toyota Dolák                | P                        | +11:41.5                 | 3                        |
| 9                          | Mikołaj Marczyk          | Szymon Gospodarczyk      | Škoda Fabia RS Rally2    | Mikołaj Marczyk                  | P                        | +12:10.6                 | 2                        |
| 10                         | Kajetan Kajetanowicz     | Maciej Szczepaniak       | Škoda Fabia RS Rally2    | Kajetan Kajetanowicz             | P                        | +12:20.3                 | 1                        |
| World Rally Championship 2 |                          |                          |                          |                                  |                          |                          |                          |
| 1 (6.)                     | Nikolay Gryazin          | Konstantin Aleksandrov   | Citroën C3 Rally2        | DG Sport Compétition             | P                        | 2:46:52.2                | 25                       |
| 2 (8.)                     | Filip Mareš              | Radovan Bucha            | Toyota GR Yaris Rally2   | ACCR Toyota Dolák                | P                        | +2:23.9                  | 18                       |
| 3 (9.)                     | Mikołaj Marczyk          | Szymon Gospodarczyk      | Škoda Fabia RS Rally2    | Mikołaj Marczyk                  | P                        | +2:53.0                  | 15                       |
| 4 (10.)                    | Kajetan Kajetanowicz     | Maciej Szczepaniak       | Škoda Fabia RS Rally2    | Kajetan Kajetanowicz             | P                        | +3:02.7                  | 12                       |
| 5 (11.)                    | Josh McErlean            | James Fulton             | Škoda Fabia RS Rally2    | Toksport WRT 2                   | P                        | +3:13.0                  | 10                       |
| 6 (13.)                    | Marijan Griebel          | Tobias Braun             | Škoda Fabia RS Rally2    | Marijan Griebel                  | P                        | +3:37.4                  | 8                        |
| 7 (14.)                    | Maxime Potty             | Renaud Herman            | Citroën C3 Rally2        | Maxime Potty                     | P                        | +6:56.3                  | 6                        |
| 8 (15.)                    | Armin Kremer             | Ella Kremer              | Škoda Fabia RS Rally2    | Armin Kremer                     | P                        | +7:19.1                  | 4                        |
| 9 (16.)                    | William Creighton        | Liam Regan               | Ford Fiesta Rally2       | Motorsport Ireland Rally Academy | P                        | +7:49.9                  | 2                        |
| 10 (18.)                   | Věroslav Cvrček Jr       | Petr Těšínský            | Škoda Fabia RS Rally2    | Věroslav Cvrček Jr               | P                        | +12:18.7                 | 1                        |
| World Rally Championship 3 |                          |                          |                          |                                  |                          |                          |                          |
| 1 (17.)                    | Mattéo Chatillon         | Maxence Cornuau          | Renault Clio Rally3      | Mattéo Chatillon                 | P                        | 2:58:43.2                | 25                       |
| 2 (19.)                    | Filip Kohn               | Tom Woodburn             | Ford Fiesta Rally3       | Filip Kohn                       | P                        | +56.0                    | 18                       |
| 3 (21.)                    | Hermann Gaßner Jr        | Michael Wenzel           | Renault Clio Rally3      | ADAC Südbayern                   | P                        | +1:02.4                  | 15                       |
| 4 (22.)                    | Hubert Laskowski         | Michał Kuśnierz          | Ford Fiesta Rally3       | Hubert Laskowski                 | P                        | +1:12.4                  | 12                       |
| 5 (24.)                    | Tristan Charpentier      | Patric Öhman             | Ford Fiesta Rally3       | Tristan Charpentier              | P                        | +2:08.3                  | 10                       |
| 6 (25.)                    | Jan Černý                | Ondřej Krajča            | Ford Fiesta Rally3       | Jan Černý                        | P                        | +2:11.3                  | 8                        |
| 7 (33.)                    | Claire Schönborn         | Jara Hain                | Ford Fiesta Rally3       | WRC Beyond Rally                 | P                        | +31:28.2                 | 6                        |
| 8 (39.)                    | Slaven Šekuljica         | Damir Petrović           | Ford Fiesta Rally3       | Slaven Šekuljica                 | P                        | +49:55.0                 | 4                        |
| 9 (40.)                    | Lyssia Baudet            | Léa Sam-Caw-Freve        | Ford Fiesta Rally3       | WRC Beyond Rally                 | P                        | +56:14.7                 | 2                        |
| Fuente: ewrc-results.com   |                          |                          |                          |                                  |                          |                          |                          |